# Savanopulex endroedyi
Savanopulex endroedyi är en insektsart som beskrevs av Dlabola 1987. Savanopulex endroedyi ingår i släktet Savanopulex och familjen Caliscelidae. Inga underarter finns listade i Catalogue of Life.